# Barbara Winckelmann
Ulrika Barbara Winckelmann, född von Wendt 27 november 1920 i Helsingfors, död 16 september 2009 i Borgå, var en finlandssvensk författare.
Winckelmann debuterade med romanen Farväl, Julie 1961. Hennes mest kända verk är den femdelade historiska romansviten om Helsingfors som inleddes 1977 med Din vredes dag (senare filmatiserad av Åke Lindman). Winckelmanns sista roman, Ske min vilja, utkom 1998. 
Winckelmann var dotter till professor Georg von Wendt och fil. kand. Lilli Gummerus samt gift med VD Erik Winckelmann, med vilken hon fick tre döttrar.